# Čvrsnica
Il Čvrsnica (in cirillico Чврсница, pronuncia: [t͡ʃʋr̩snit͡sa]) è una montagna delle Alpi Dinariche, alta 2.228 m s.l.m.. È la terza montagna per altitudine della Bosnia ed Erzegovina.

## Descrizione

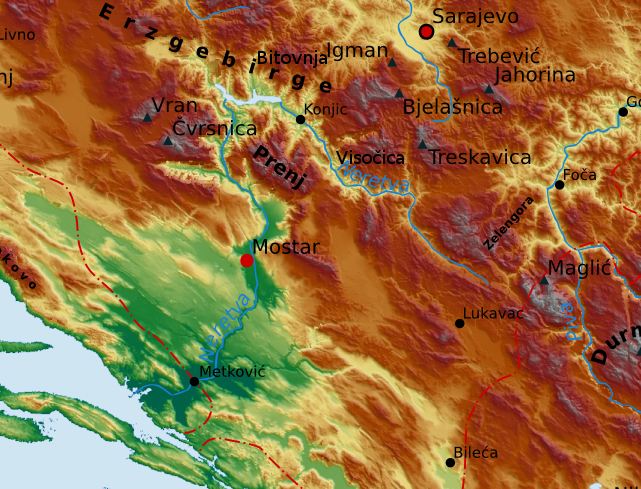
Il corso del fiume Narenta tra le montagne dell'Erzegovina.

Il picco del Čvrsnica (la vetta Pločno) si trova nel comune di Posušje nel cantone dell'Erzegovina Occidentale, tuttavia il 90% della montagna giace nel territorio comunale di Mostar e Jablanica nel cantone dell'Erzegovina-Narenta.
La montagna consta di diverse vette, di cui più di dieci superano i 2.000 m; tra questi si citano il Pločno 2.228 m, Draga kosa 2.217 m, Veliki Jelinak 2.179 m, Veliki Vilinac 2.116 m, Drinjača 2.045 m, Ploča (Pešti brdo) 2.030 m. Diversi altipiani si sviluppano sulla montagna: il Plasa e la Muharnica a nord, Mala Čvrsnica a sud.
Diversi fiumi scorrono nell'area del Čvrsnica: la Narenta scorre a circa 20 km a est, mentre i suoi affluenti Doljanka e Drežanka scorrono rispettivamente a 18 km a nord e 20 km a sud. Il monte Vran e la piana di Dugo Polje si trovano a circa 12 km a ovest.
Tra i laghi della zona si citano il Blidinje, il Crepulja e il Crvenjak. Il canyon Diva Grabovica (6,2 km) si protrae tra le cime della montagna.

## Clima

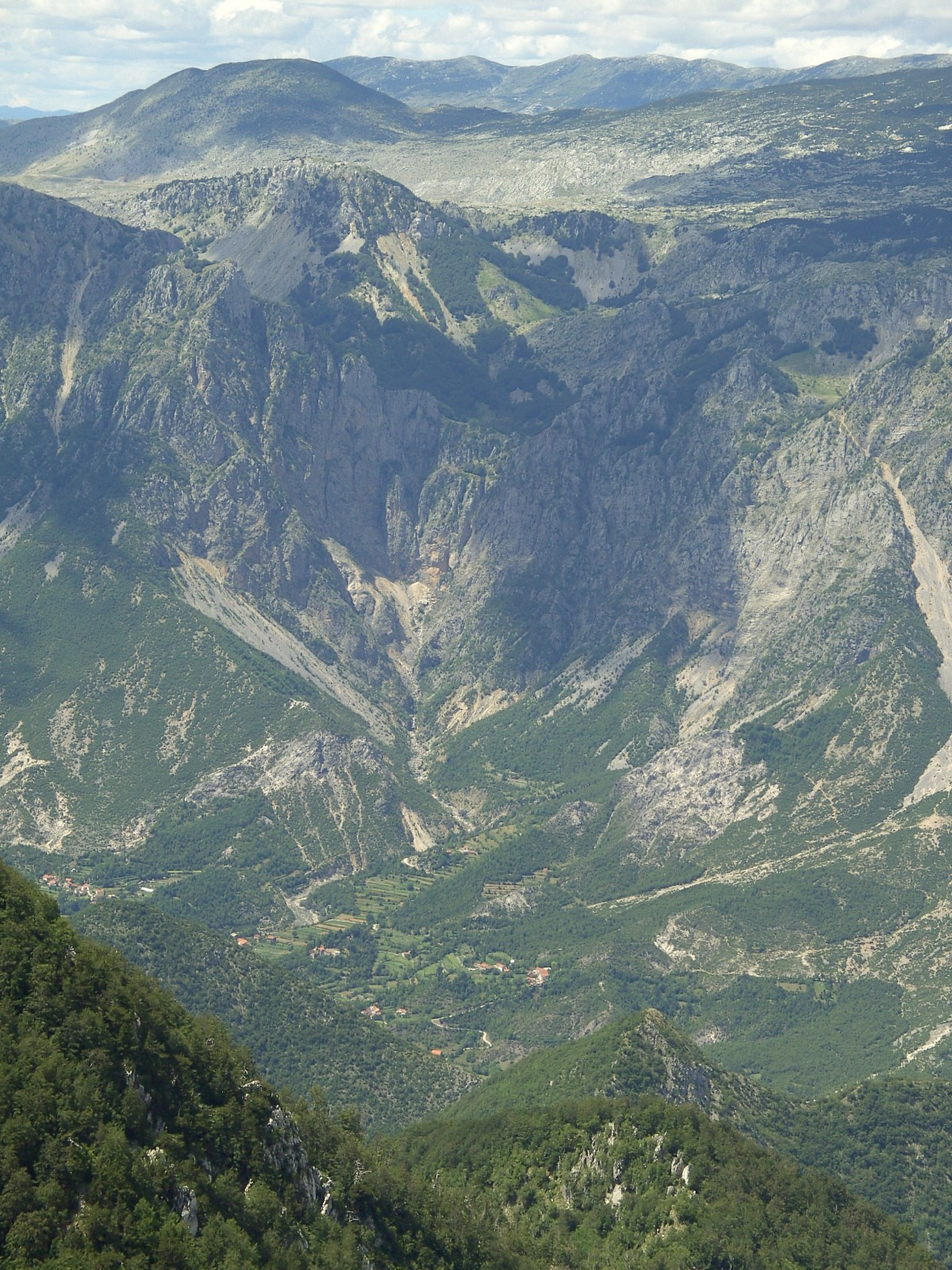
Il Čvrsnica visto dalle colline Čabulja.

Il Čvrsnica appartiene al gruppo dell'Alta Erzegovina (B13).

La montagna è caratterizzata da tre tipi di climi: la base dei monti presenta un clima mediterraneo, i pendii hanno clima centro-europeo (Cfb secondo la classificazione dei climi di Köppen), mentre le cime e gli altipiani sono interessati da clima alpino.
Per sei mesi l'anno la temperatura media è inferiore a 0 °C. Gennaio e febbraio sono caratterizzati da 15-23 giorni di precipitazioni nevose che si accumulano fino a spessori di 2,5-3 m; a causa dei forti venti la neve si accumula fino a spessori di 15 m. Sugli altipiani più elevati la neve persiste da novembre ad aprile, mentre alcune parti in ombra possono conservare accumuli di neve per l'intero anno.
La flora rispecchia la caratterizzazione del clima: le conifere sono caratteristiche al di sopra dei 1.200 m di altitudine, mentre gli altipiani sono dominati da prati e ginepri. Numerose sono le specie endemiche come il pino loricato.
Tipici del monte Čvrsnica sono i camosci.

## Curiosità
L'autoproclamata micronazione Hajdučka Republika Mijata Tomića ("repubblica aiduca di Mijat Tomić") si estende per sette ettari tra i monti Čvrsnica e Vran. Fu creata in seguito ad una disputa tra il proprietario di un albergo e i comuni di Posušje, Tomislavgrad e Jablanica per una questione di fornitura elettrica.